# Sagittarius-armen
Sagittarius-armen (også kendt som Carina-Sagittarius-armen eller Sagittarius-Carina-armen menes generelt at være en af Mælkevejsgalaksens mindre spiralarme.
Hver spiralarm er en lang, diffus buet bånd af stjerner, der udstråler fra det galaktiske centers bjælke. Disse gigantiske strukturer er ofte sammensat af milliarder af stjerner og tusindvis af gasskyer. Sagittarius-armen er en af de mest udtalte arme i vores galakse, da mange HII-regioner, unge stjerner og gigantiske molekylære skyer er koncentreret i den.